# Papir Edwin Smith
El papir Edwin Smith és un document mèdic, que data de la dinastia XVII d'Egipte, escrit en escriptura hieràtica i es creu que va obra de diferents escribes. És el tractat quirúrgic més antic conegut, sobre cirurgia traumàtica. Conté tractaments per a ferides de guerra i descripcions anatòmiques. Està exposat a l'Acadèmia de Medicina de Nova York. Rep el seu nom en honor de l'egiptòleg Edwin Smith, que va comprar els fragments de l'antic manuscrit, el 1862.

## Característiques del document
El document, un papir de 468 cm de llarg per 33 cm d'ample, datat a principis de la dinastia XVII, sembla estar escrit per escribes de diferent època, re-copiant texts més antics com ho evidència el seu vocabulari i gramàtica arcaica.

## Contingut
És un antic text, escrit en papir, de cirurgia traumàtica, que descriu observacions anatòmiques, amb l'examen, diagnòstic, tractament i pronòstic de nombroses ferides amb detalls exquisits. És un recull de 48 casos de ferides de guerra, amb els tractaments que les víctimes havien rebut. Els tractaments són racionals, i només en un sol cas es recorre a remeis màgics. El papir conté les primeres descripcions de sutures cranials, de la meninge, la superfície externa del cervell, del líquid cerebrospinal, i de les pulsacions intracranianes.
Els procediments quirúrgics en el papir Edwin Smith eren bastant racionals per a l'època. El papir mostra que es coneixien, el cor, el fetge, melsa, els ronyons, els urèters i la vesícula, com també, que els vasos sanguinis sortien del cor. Apart d'aixó, contenia un conjur màgic contra la pestilència i una prescripció per guarir arrugues utilitzant urea, substància que encara s'utilitza en cremes per a la cara.

Els passos utilitzats en la medicina egípcia són similars als actuals:
1. Símptomes: espasmes, immobilitat des de les cervicals, ulls enrogits.
2. Diagnòstic: trencament a nivell del coll.
3. Veredicte: malaltia que no conec.
4. Tractament: pot consultar un mag o remeier, perquè no li farà cap mal.

S'ha afirmat que Imhotep, arquitecte, gran sacerdot i metge del Regne Vell (3000-2500 aC.), considerat fundador de la medicina egípcia, fou l'autor original del papir, encara que hi ha evidències que suggereixen que va ser redactat i escrit, almenys, per tres autors diferents.

## Història del document
L'egiptòleg Edwin Smith (nascut a Connecticut, el 1822, any en què van ser desxifrats els jeroglífics egipcis), va comprar els fragments de l'antic manuscrit, el 1862 a Luxor, Egipte.a un comerciant egipci anomenat Mustafa Agha. Encara que, de fet, reconegués la importància del manuscrit i procurés traduir-lo, mai no va publicar res sobre el tema. Va morir el 1906, heretant el papir la seva filla, que el va donar a la Societat d'Història de Nova York.
El 1920, la Societat, va demanar la seva traducció a James Breasted, tasca que va concloure el 1930, ampliant el nostre coneixement de la història de la medicina, i mostrant que les cures mèdiques egípcies de ferides produïdes al camp de batalla es basaven en el coneixement de l'anatomia i l'experiència observada, en absolut contrast amb les formes de curació, sovint màgiques, descrites en altres fonts mèdiques egípcies, tal com el papir Ebers.
El 1938 el papir Smith va ser donat al Museu de Brooklyn, i el 1948 transferit a L'Acadèmia de Medicina de Nova York, on roman avui dia. El papir es va exposar per primera vegada, el 1948, al Museu Metropolità d'Art de Nova York. Coincidint amb l'exhibició feta del 13 de setembre de 2005 al 15 gener 2006, James P. Allen, el conservador del museu, va preparar una traducció íntegrament nova del papir, que es va incloure en el catàleg de l'exposició.